# Adrien-Louis Cochelet
Pour les articles homonymes, voir Cochelet.
Adrien-Louis Jules Cochelet, né à Charleville le 29 avril 1788 et mort à Paris le 8 mars 1858, est un diplomate, haut fonctionnaire, homme politique et explorateur français.

## Biographie
Nommé auditeur au Conseil d’État le 12 février 1809, il partit en 1810 pour Vienne, d'où il fut envoyé en mission à Trieste puis intendant de Gorizia, dans le Frioul autrichien. Attaché en 1812 à l'intendance générale de l'armée, on lui confia l'intendance du gouvernement de Białystok.
Après la retraite de Russie, il fut nommé en 1813, à Bruxelles, adjoint du commissaire extraordinaire de la 24e division militaire.
Le 11 avril 1814, il donna son adhésion à la Première Restauration et fut nommé chevalier de la Légion d'honneur. En 1815 pendant les Cent-Jours, Napoléon le désigna préfet de la Meuse. À la Seconde Restauration, il dut se démettre de ces fonctions et voyagea pendant neuf ans en Pologne, en Russie, en Suède, au Danemark, et en Hollande.
En 1825 le gouvernement du roi Charles X le nomma agent consulaire à Riga, en 1827, consul à Saint-Louis du Maragnan  au Brésil, puis à Tampico au Mexique. En 1829, il rejoignit Mexico en qualité de gérant de la Légation française. Envoyé à Lisbonne en 1832 par Victor de Broglie, Ministre des affaires étrangères, Cochelet obtint de Michel Ier de Portugal les excuses qui lui étaient demandées pour avoir coulé deux bâtiments français. En 1834, il est nommé consul général en principauté de Valachie et Moldavie.
De 1837 à 1841, il est consul général à Alexandrie et doit enquêter sur la ténébreuse affaire de Damas qui éclate en février 1840. Il fut rappelé en France le 1er avril 1841 par le ministère Guizot.
Louis-Philippe Ier le nomme conseiller d'État où il siège de 1841 jusqu'à la Révolution française de 1848. Il se rallie au gouvernement présidentiel de Louis-Napoléon Bonaparte, et s'investit dans plusieurs missions diplomatiques. De nouveau au Conseil d'État, il est nommé sénateur, par décret impérial du 27 novembre 1857.
Commandeur de la Légion d'honneur (1840), chevalier de la Couronne de Fer, de l'ordre de Léopold de Belgique et chevalier du Saint-Sépulcre, il meurt en 1858 à son domicile parisien du 40 rue de la Victoire.

## Iconographie
Le portrait d'Adrien-Louis Cochelet le représentant en consul général d'Égypte, réalisé par le peintre Louis-Jean-Baptiste Bourdon (1808-1875), a été exposé au Salon de 1842 (no 233 du livret).
Bourdon peint aussi pour Cochelet un tableau d'histoire mettant en scène ce dernier, présenté au Salon de 1844 (no 204 du livret) sous le titre Présentation de Mgr le Révérendissime gardien du Saint-Sépulcre, à Méhémet-Ali, vice-roi d'Egypte, par M. Cochelet, consul général de France, en 1838, avec l'explication suivante : 

« Monseigneur Perpetuo di Solero, suivi de quelques pères du discrétoire à Jérusalem, vient remercier Méhémet-Ali de l'exécution du firman donné par la Porte pour le rétablissement de la coupole de la chapelle de l'Ascension sur le mont des Oliviers. / Près de Méhémet-Ali sont ses deux interprètes (Artim-Bey et Kosrew-Effendi) et son ministre des affaires étrangères et du commerce, Boghos-Bey. »

## Œuvres
- Itinéraire des Principautés de Valachie et de Moldavie, Bulletin de la Société Géographique, tome XIX, 1835, page 249.
- Souvenirs d'un voyage de Mexico à New York, 1845.